# Rafetus swinhoei
La tartaruga dal guscio molle gigante dello Yangtze (Rafetus swinhoei Gray, 1873) è una rarissima tartaruga della famiglia dei Trionichidi diffusa in Cina e Vietnam. Viene chiamata anche tartaruga dal guscio molle gigante del Fiume Rosso, tartaruga dal guscio molle di Shanghai o tartaruga dal guscio molle di Swinhoe. In cinese è nota come tartaruga dal guscio molle punteggiata (Bān Bīe, 斑鱉). Ne sono noti solamente tre esemplari e di conseguenza, sulla Lista Rossa della IUCN, viene classificata tra le specie in pericolo critico. Gli studiosi speravano che la coppia allevata allo Zoo di Suzhou riuscisse a riprodursi, ma il 15 aprile 2019 la femmina conservata allo zoo di Suzhou è morta, lasciando così poche speranze per la salvaguardia della specie dall'estinzione. Gli altri due esemplari rimasti, di cui non si conosce il genere, vivono liberi in Vietnam; alcuni studiosi considerano la popolazione vietnamita, nota come tartaruga del lago Hoan Kiem, una specie separata (Rafetus leloii).

## Descrizione
La tartaruga dal guscio molle gigante dello Yangtze si caratterizza per la sua testa larga, con il naso sporgente simile a quello di un maiale e gli occhi in posizione dorsale. Misura oltre 110 cm di lunghezza e 70 di larghezza e pesa in media oltre 100 kg. Un esemplare catturato in Vietnam pesava più di 200 kg, cioè oltre il doppio rispetto alla media. Il carapace, o guscio, può crescere per più di 60 cm sia in lunghezza che in larghezza. La testa può misurare più di 20 cm di lunghezza e 10 cm di larghezza. I maschi, generalmente, sono lievemente più piccoli delle femmine ed hanno la coda più lunga e più larga.

## Distribuzione e habitat
La tartaruga dal guscio molle gigante dello Yangtze viveva nel Fiume Azzurro (fiume Yangtze) e nel lago Taihu, situato al confine tra le province di Jiangsu e Zhejiang, nella Cina orientale, e nelle località di Gejiu, Yuanyang, Jianshui e Honghe, nella provincia di Yunnan, in Cina meridionale.
L'ultimo esemplare in natura di cui siamo a conoscenza venne catturato nel 1998 nel Fiume Rosso, tra Yuanyang e Jianshui, e venne subito rimesso in libertà. In Vietnam e Cina sopravvivono solamente quattro esemplari noti, due in Vietnam, rispettivamente nel lago Hoan Kiem e a Son Tay (nei pressi di Hanoi), e gli altri due nello zoo di Suzhou, in Cina.
Un esemplare allo zoo di Pechino è morto nel 2005 ed un altro allo zoo di Shanghai è morto nel 2006; entrambi erano stati catturati a Gejiu negli anni '70.
Nel 1999, 2000 e 2005 vennero filmate delle tartarughe che emersero eccezionalmente dal lago Hoan Kiem, suscitando una vasta audience nel Paese. Si ritiene, però, che nel lago rimanga solo un unico esemplare. Nell'aprile del 2011 esso è stato catturato, poiché aveva sul corpo delle piaghe aperte che necessitavano di trattamento medico.

## Biologia

### Alimentazione
Si nutre di pesci, granchi, chiocciole, giacinti d'acqua, rane e foglie.

### Riproduzione
La tartaruga dal guscio molle gigante dello Yangtze può deporre da 60 a più di 100 uova per covata. Esse vengono deposte nel corso della notte o durante la mattina.
Nel 2008, una femmina fertile, proveniente dallo zoo di Changsha, è stata introdotta nel recinto dell'unico esemplare maschio conosciuto della Cina, un individuo di 100 anni residente allo zoo di Suzhou. La femmina, che ha più di 80 anni, ha sopportato benissimo il viaggio di 965 km e i biologi sperano che un giorno si riprodurrà con successo. Lo spostamento è stato coordinato dalla Wildlife Conservation Society e dalla Turtle Survival Alliance.

## Relazioni con l'uomo

### Descrizione scientifica e sistematica

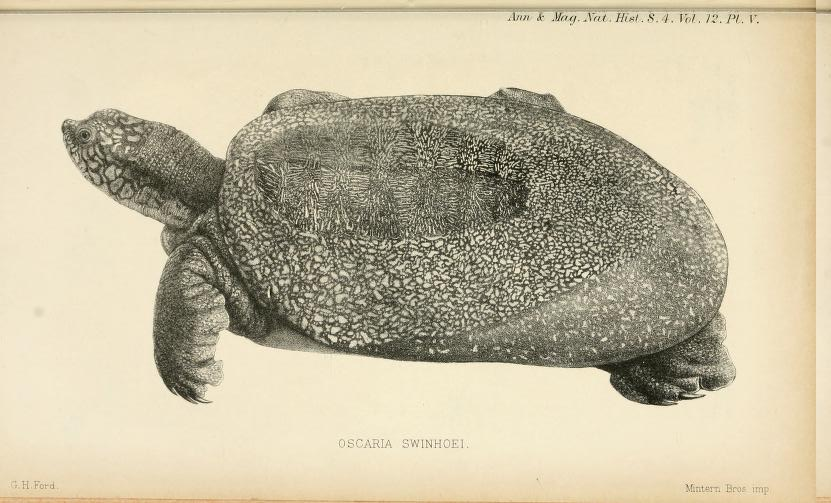
La tartaruga in un disegno di Gray.

La specie divenne nota alla scienza occidentale nel 1873, quando John Edward Gray, l'esperto di tartarughe del British Museum, descrisse un esemplare proveniente da Shanghai inviatogli da Robert Swinhoe. Egli la battezzò Oscaria swinhoei e la descrisse come «la più bella specie di trionichide che sia mai esistita».
Nel 1880 il gesuita francese Pierre Marie Heude, residente a Shanghai, ricevette alcuni esemplari di questa tartaruga provenienti dal fiume Huangpu (vicino a Shanghai) e dal lago Taihu (nei pressi di Suzhou). Egli, però, li ritenne abbastanza differenti tra loro da descriverli come appartenenti a ben cinque specie distinte: Yuen leprosus, Yuen maculatus, Yuen elegans, Yuen viridis e Yuen pallens. Il nome generico, Yuen, deriva probabilmente dal cinese 鼋 (trascritto come yüen nel sistema Wade-Giles o come yuan nel moderno Pinyin Hanyu), che significa «grossa tartaruga».
Gli zoologi successivi classificarono questa specie nei generi Trionyx, Pelodiscus e Pelochelys; fu solo nel 1987 che Meylan la categorizzò sotto il genere Rafetus.

### Minacce principali
La tartaruga dal guscio molle gigante dello Yangtze è stata portata sull'orlo dell'estinzione dalla distruzione dell'habitat, dalla caccia di sussistenza e per consumo locale, e dall'impiego del carapace e delle ossa in medicina. Il suo cranio viene spesso esibito come un trofeo. In Cina, un altro fattore di rischio è costituito da un recente progetto per la costruzione di una centrale idroelettrica sul Fiume Rosso costituita da 12 dighe: l'attuazione del progetto comporterebbe l'allagamento di tutto l'areale della specie e muterebbe per sempre l'ecosistema delle pianure del Vietnam.

### Progetti di conservazione
Tutti i progetti di conservazione riguardanti questa specie sono concentrati sulla riproduzione in cattività negli zoo cinesi e sulla ricerca di eventuali esemplari sopravvissuti allo stato selvatico. L'unica femmina rimasta di cui siamo a conoscenza è stata trasferita dallo zoo di Changsha a quello di Suzhou, con lo scopo di farla accoppiare con il maschio là presente. Altri programmi sono stati condotti per migliorare le condizioni di accoppiamento nello zoo e nel Tempio Occidentale di Suzhou. Un gruppo di lavoro sulla conservazione di Rafetus nello Yunnan è stato costituito dalla CI-Shanshui. In questa provincia gli scienziati locali sono tuttora alla ricerca degli ultimi esemplari rimasti. I due esemplari dello zoo di Suzhou, una volta accoppiatisi, furono in grado di produrre due covate di uova, delle quali più della metà fertili; sfortunatamente, tutti gli embrioni perirono prima della schiusa. La Turtle Survival Alliance rilasciò un comunicato; in esso veniva dichiarato che «un certo numero delle uova era dotato di gusci molto sottili; ciò significa che la dieta dei due animali prima della riproduzione non era ottimale». Le due tartarughe vennero allora preparate ad una nuova serie di accoppiamenti; durante la preparazione furono nutrite con una dieta ricca di calcio allo scopo di rendere più resistenti le uova. Liu Jinde, il direttore dello zoo, disse: «Stiamo lavorando duramente e dovremmo riuscire nel nostro intento. Le tartarughe sono in ottima salute».
Gli scienziati fecero nuovamente accoppiare le tartarughe nel maggio del 2009, periodo che coincide con la stagione degli amori di questa specie. Nell'autunno del 2009, però, lo zoo annunciò che nonostante fossero state deposte 188 uova, queste erano sterili e non si schiusero. La Turtle Survival Alliance rilasciò un'altra dichiarazione nella quale veniva spiegato che la sterilità era in parte dovuta alla dieta povera di nutrienti; inoltre, l'associazione espresse preoccupazione riguardo ai visitatori dello zoo che avevano gettato rifiuti all'interno del recinto delle tartarughe, i quali, se ingeriti, avrebbero potuto danneggiare la salute dei rettili. Il 15 giugno del 2010 la femmina depose 63 uova. Metà di queste vennero lasciate nella sabbia per essere incubate in maniera naturale, mentre le altre, rimosse, vennero poste in un'incubatrice, dove furono incubate a vari gradi di temperatura ed umidità. Ancora una volta, però, le uova risultarono sterili.

### La leggenda di Kim Qui

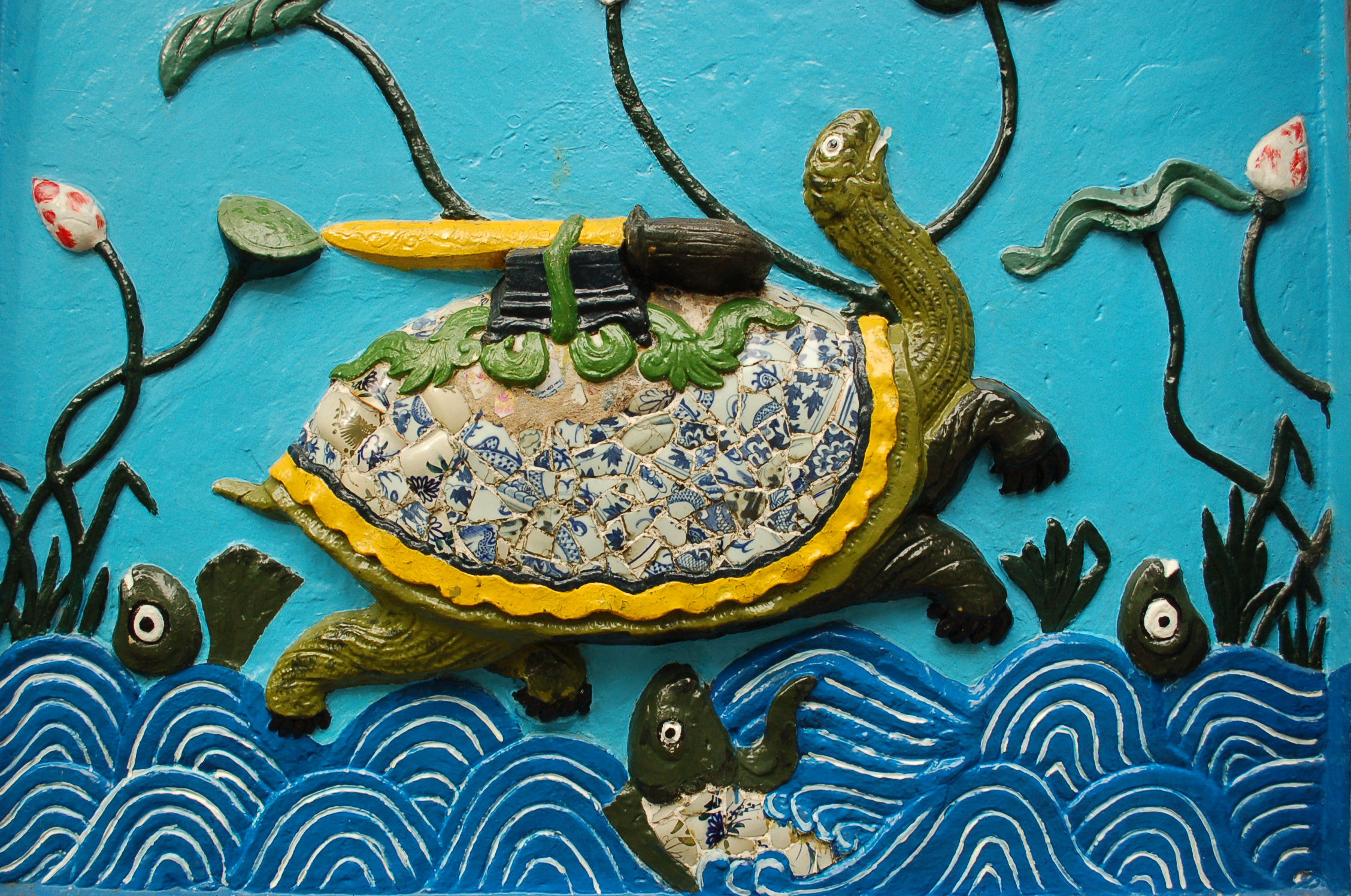
Raffigurazione di Kim Qui che porta la spada «Volontà dei Cieli».

I vietnamiti ritengono che l'esemplare di tartaruga presente nel lago Hoan Kiem sia il leggendario Kim Qui (in cinese Jīn Guī, 金龜), o Dio Tartaruga d'Oro, che apparve in vari momenti opportuni della storia del Paese. La Tartaruga d'Oro fece la sua prima comparsa durante il regno di An Dương Vương (257-207 a.C.) e assistette il re nella costruzione delle mura difensive dell'antica capitale di Co Loa. Quando Co Loa venne attaccata, Kim Qui aiutò il re a costruire una balestra magica che scagliava miriadi di frecce, con la quale il sovrano poté respingere gli invasori con un colpo solo. Quando la figlia del re cospirò contro il padre, Kim Qui comparve ancora una volta per informare An Duong Vuong del tradimento; di conseguenza, il re uccise la figlia, ma poi si tolse a sua volta la vita gettandosi in mare.
Nel XV secolo, un contadino di nome Lê Lợi ricevette una spada magica chiamata «Volontà dei Cieli», trovata in un lago da un pescatore. Lê Lợi utilizzò questa spada per guidare una ribellione contro le armate cinesi che occupavano il Vietnam. Dopo aver rovesciato il dominio cinese e fondato la Dinastia Lê, Lê Lợi, divenuto imperatore, ritornò al lago; Kim Qui, emerso dalle acque, chiese a Lê Lợi di riavere indietro la spada. L'imperatore sguainò l'arma e la scagliò contro Kim Qui. Kim Qui afferrò rapidamente la spada con i denti, poi si immerse. In seguito Lê Lợi chiamò il lago «Lago della Spada Ritornata», o Hoan Kiem.